# هارون مورلي
هارون مورلي (بالإنجليزية: Aaron Morley)‏ هو لاعب كرة قدم بريطاني، ولد في 27 فبراير 2000 في بري ‏ في المملكة المتحدة. لعب مع نادي روتشديل.

## وصلات خارجية
- هارون مورلي على موقع قاعدة بيانات كرة القدم.إي يو (الإنجليزية)